# نقار الخشب أبيض الجناح
نقار الخشب أبيض الجناح (الاسم العلمي: Dendrocopos  leucopterus) (بالإنجليزية: White-winged  Woodpecker)‏ هو طائر ينتمي إلى نقار الخشب (فصيلة: Picidae).